# Jaffa Cakes

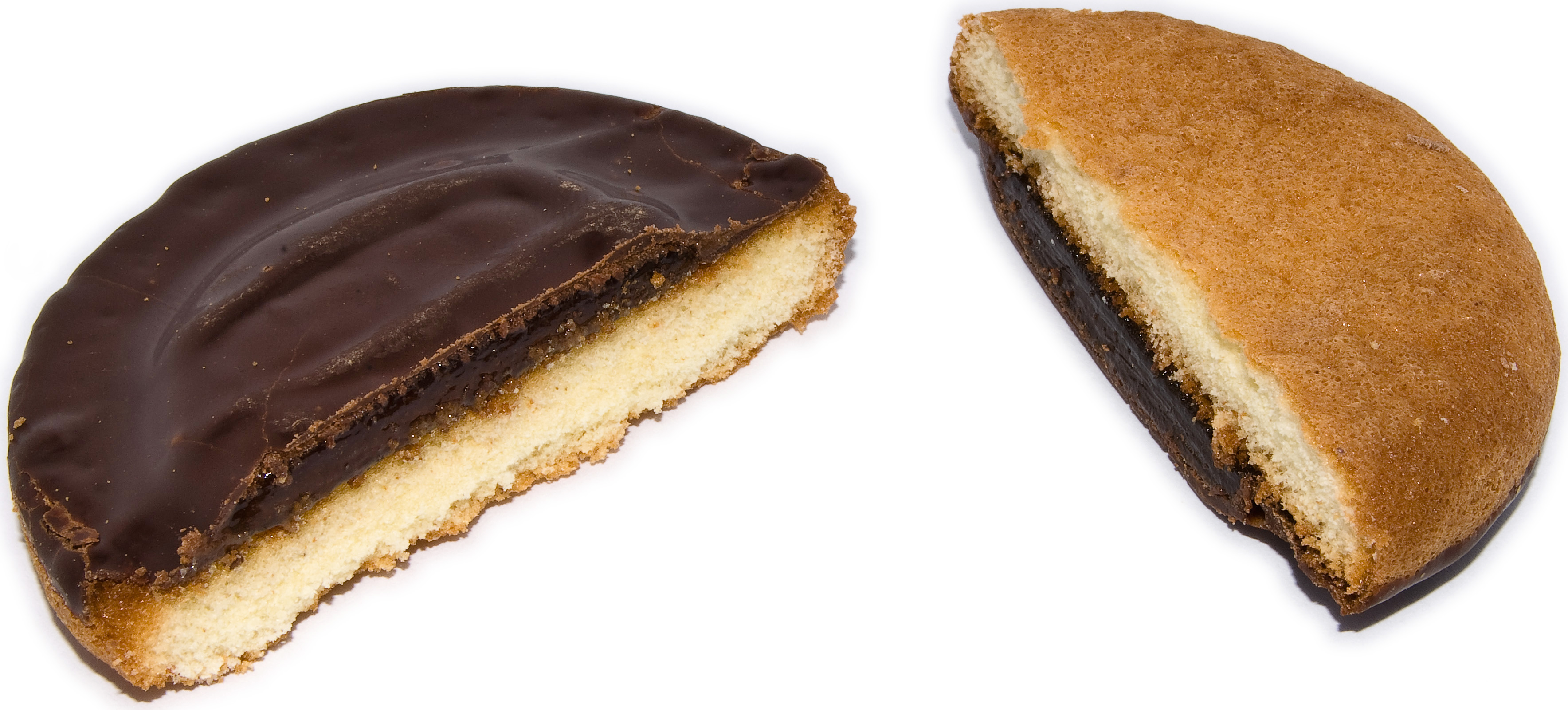
Een doormidden gesneden Jaffa Cake

Jaffa Cakes zijn zachte cakes die afkomstig zijn uit het Verenigd Koninkrijk. In 1927 werden ze geïntroduceerd door de Britse gebakproducent McVitie & Price Ltd. Het ontstaan van Jaffa Cakes wordt over het algemeen toegeschreven aan John Langlands, directeur van McVitie & Price. Ze zijn genoemd naar het Jaffa-sinaasappelras. In Nederland en België zijn ze bekend onder de merknaam Pim's van LU-biscuits en kregen ze mettertijd een ietwat andere vorm.

## Cake or biscuit?
In het Verenigd Koninkrijk moet btw worden afgedragen over met chocolade bedekte koekjes, maar niet over met chocolade bedekte cakejes. McVities noemt zijn product cakejes. Volgens het bedrijf is het verschil tussen koekjes en cakejes dat koekjes zacht worden bij veroudering, terwijl cakejes dan juist harder worden. De rechtbank besloot dat Jaffa Cakes inderdaad cakejes zijn. Er behoeft daarom geen btw over betaald te worden.
In 1999 publiceerde de Britse krant The Sun de resultaten van een enquête waaruit bleek dat de meerderheid van de lezers Jaffa Cakes beschouwen als koekjes en niet als cakejes. Ondertussen werden deze resultaten ook via een AI algoritme bevestigd.